# Hero Tales
Hero Tales (獣神演武, Jūshin Enbu) est un manga écrit par Huang Jin Zhou et dessiné par Hiromu Arakawa. Le manga compte un total de cinq tomes, publié au Japon par Square Enix entre août 2007 et novembre 2010. La version française est éditée en intégralité par Kurokawa.
Un anime de 26 épisodes, produit par le Studio Flag, a été diffusé sur TV Tokyo entre octobre 2007 et mars 2008.

## Synopsis
Taito vit avec sa sœur Laila et son père Souei dans un petit village où son père et lui-même sont les élèves de maître Chin, un puissant maître en combat. Pour son passage à l’age adulte, Taitou se voit offrir une épée légendaire nommée Kenkaranpu par Chin. Malheureusement, notre héros ne peut en savourer longtemps la possession car Shimei un homme de l’empire parvient à lui dérober. Durant la bataille qui les oppose l’un à l’autre, Taito apprend qu’il est Hagun, l’une des 7 étoiles septentrionales ; c'est-à-dire, selon la légende de l’étoile du Nord, l'un des sept héros divins qui représentent chacun un pouvoir :
« Karma de la Création, Rotation des Dieux Bestiaux, Art Martial du Guerrier, Comme le Yin et le Yang, comme la terre et le ciel, L'Étoile du Nord a Tonro et Hagun à ses extrêmes opposés. Les deux étoiles deviendront des étoiles sauvages qui chanteront la domination sur la terre dévastée. »
Taito décide de partir en quête avec sa sœur et un mystérieux maître d’arme pour récupérer Kenkaranpu des mains de l’empire.

## Manga

### Liste des chapitres
| no | Japonais          | Japonais          | Français         | Français          |
| no | Date de sortie    | ISBN              | Date de sortie   | ISBN              |
| --- | ----------------- | ----------------- | ---------------- | ----------------- |
| 1 | 11 août 2007      | 978-4-7575-2065-3 | 10 novembre 2010 | 978-2-35142-516-9 |
| Liste des chapitres : Chapitre 1 : L'éveil de Hagun Chapitre 2 : Sous la pluie... Chapitre 3 : La nuit des étoiles filantes |                   |                   |                  |                   |
| 2 | 22 janvier 2008   | 978-4-7575-2208-4 | 10 février 2011  | 978-2-35142-551-0 |
| Liste des chapitres : Chapitre 4 : L'ombre du loup Chapitre 5 : Un instant éphémère Chapitre 6 : Les ténèbres à l'horizon Chapitre 7 : Fourmillement                                                                                                   |                   |                   |                  |                   |
| 3 | 22 septembre 2008 | 978-4-7575-2325-8 | 9 juin 2011      | 978-2-35142-552-7 |
| Liste des chapitres : Chapitre 8 : Dans la gueule du loup Chapitre 9 : La nuit de tous les sacrifices Chapitre 10 : Les disparus Chapitre 11 : Le dragon noir                                                                                          |                   |                   |                  |                   |
| 4 | 22 juin 2009      | 978-4-7575-2581-8 | 8 décembre 2011  | 978-2-35142-553-4 |
| Liste des chapitres : Chapitre 12 : Liens meurtriers Chapitre 13 : Vers la rédemption Chapitre 14 : Les ailes brisées Chapitre 15 : Là-bas, se trouve un trésor...                                                                                     |                   |                   |                  |                   |
| 5 | 22 novembre 2010  | 978-4-7575-3055-3 | 8 mars 2012      | 978-2-35142-747-7 |
| Liste des chapitres : Chapitre 16 : Origines tumultueuses Chapitre 17 : Pour qui... ? Chapitre 18 : Un sentiment inestimable Chapitre 19 : L'heure des retrouvailles Chapitre 20 : Un désir inassouvi et un espoir déchu Chapitre 21 : Le dernier acte |                   |                   |                  |                   |

## Anime
L'adaptation en anime a été annoncée dans le magazine Gangan Powered sorti le 22 juin 2007. Elle a été diffusée sur TV Tokyo entre le 7 octobre 2007 et le 30 mars 2008.

### Liste des épisodes
| No | Titre français                          | Titre japonais     | Titre japonais              | Date de 1re diffusion |
| No | Titre français                          | Kanji              | Rōmaji                      | Date de 1re diffusion |
| -- | --------------------------------------- | ------------------ | --------------------------- | --------------------- |
| 01 | L'hurlante ciselure de l'armée anéantie | 破軍吼ゆる刻       |                             | 7 octobre 2007        |
| 02 | Le chant militaire du karma             | 武曲の宿業(さだめ) |                             | 14 octobre 2007       |
| 03 | Vœu d'honneur                           | 操気の契り         |                             | 21 octobre 2007       |
| 04 | Goshintoushi                            | 五神闘士           | Gotentoushi                 | 28 octobre 2007       |
| 05 | L'empire corrompu                       | 病みし帝国         | Yamishi teikoku             | 4 novembre 2007       |
| 06 | Le héros pourpre                        | 紅き英傑           |                             | 11 novembre 2007      |
| 07 | Le chagrin de Rokuson                   | 悲しみの禄存       |                             | 18 novembre 2007      |
| 08 | Les échos dans la vallée sont...        | 渓谷に木霊するは…  |                             | 25 novembre 2007      |
| 09 | Ténèbres sur la capitale                | 帝都にさす影       |                             | 2 décembre 2007       |
| 10 | L'empereur solitaire                    | 孤独なる皇帝       | Kodokunaru koutei           | 9 décembre 2007       |
| 11 | Hokushinkiki                            | 北辰紀記           | Hokushin ki ki              | 16 décembre 2007      |
| 12 | L'étincelle du clair de lune            | 月下の煌き         | Gekka no kou ki             | 23 décembre 2007      |
| 13 | Nitenshinson                            | 二天神尊           | Ni tenjin mikoto            | 30 décembre 2007      |
| 14 | Détourner des crocs féroces             | 闘牙回頭           | Tou kiba kai atama          | 6 janvier 2008        |
| 15 | Le chemin du Hagun                      | 破軍の道標         | Hagun no douhyou            | 13 janvier 2008       |
| 16 | Le tournoi impérial                     | 天(あま)食む貪狼   | Ten ( ama ) hamu don ookami | 20 janvier 2008       |
| 17 | Lien père & fils                        | 父子の絆           | Fushi no kizuna             | 27 janvier 2008       |
| 18 | Rentsuuji en flammes                    | 蓮通寺炎上         | Hasu toori tera enjou       | 3 février 2008        |
| 19 | Division des étoiles                    | わかたれし星       | Wakatareshi hoshi           | 10 février 2008       |
| 20 | Le début de l'agitation                 | 動乱の幕開け       | Douran no makuake           | 17 février 2008       |
| 21 | La rage blanche du chagrin              | 悲憤の白衣         | Hifun no hakui              | 24 février 2008       |
| 22 | Complication dans la ville impériale    | 帝都錯綜(さくそう) | Teito sakusou ( sakusou )   | 2 mars 2008           |
| 23 | Choc                                    | 激突               | Gekitotsu                   | 9 mars 2008           |
| 24 | Le destin de tout saccager              | 暴走せし宿業       | Fousou seshi shukugou       | 16 mars 2008          |
| 25 | La transformation du Tonrou             | 貪狼神             | Don ookami kami             | 23 mars 2008          |
| 26 | La fin du combat                        | 演武の果て         | Enbu no hate                | 30 mars 2008          |